# 양평읍
양평읍(楊平邑)은 경기도 양평군의 행정구역이다.

## 개요
양평군의 행정, 교통, 산업의 중심지로 홍천, 인제, 동해안 방면과 원주, 영남 방면의 교통로의 분기점역할을 하여 군사상으로도 중요한 곳이다. 군내에는 기암 괴석과 울창한 수림을 이룬 용문산이 있는데, 이 산에는 선덕여왕 3년 원효대사의 개기에 의한 대찰 용문사가 있고 경내에는 수령이 1,000년이 넘는 대한민국 최고의 은행나무(공손수, 밑둘레 10.5m, 높이 42m)가 있다. 또 산 속에는 영천 폭포가 있어 명승지를 이루어 많은 관광객이 모인다. 그 밖에도 사나사, 상원사, 봉황정, 오로정, 구사곡 약수 등 명승 고적이 많이 있다.

## 행정 구역
- 공흥리(公興里)
- 대흥리(大興里)
- 덕평리(德坪里)
- 도곡리(道谷里)
- 백안리(白安里)
- 봉성리(鳳城里)
- 신애리(新愛里)
- 양근리(楊根里): 읍사무소 소재지
- 오빈리(梧濱里)
- 원덕리(元德里)
- 창대리(倉垈里)
- 회현리(會賢里)

## 주요 기관

### 군청
- 양평군청

### 읍사무소
- 양평읍사무소

### 경찰서
- 양평경찰서

### 우체국
- 양평우체국

### 의료 기관
- 양평병원

### 교육 기관
- 양평교육청
- 양평초등학교
- 양평동초등학교
- 원덕초등학교
- 양평중학교
- 양일중학교
- 양평고등학교
- 양일고등학교

## 교통

### 버스
- 양평 시외버스터미널

### 철도
- 수도권 전철 경의·중앙선 양평역, 원덕역, 오빈역,

지평역

### 도로
- 국도 제6호선
- 국도 제37호선
- 지방도 제342호선
- 국가지원지방도 제88호선
- 국가지원지방도 제98호선

## 아파트
| 양평 센트럴파크 써밋     | 일신건영㈜   | 양평양근지역주택조합 |  |
| 양평 휴먼빌 리버파크어반 | 일신건영㈜   | 더파인피엠씨㈜       |  |
| 양평역 센트럴시티        | 일신건영㈜   | 일신건영㈜           |  |
| 양평공흥 휴먼빌 아틀리에 | 일신건영㈜   | 코리아신탁㈜         |  |
| 더샵 양평 리버포레       | 포스코이앤씨 |                      |  |
| 양평 행복마을            | 신세대건설㈜ | 대한주택공사         |  |